# David Juncà
David Juncà Reñé (Riumors, 16 novembre 1993) è un calciatore spagnolo, difensore dell'Inter Escaldes.

## Caratteristiche tecniche
È un terzino sinistro.

## Carriera
Cresciuto nelle giovanili del Girona, esordisce da professionista il 17 dicembre 2011 in un match vinto 3-2 contro il Gimnàstic.
Segna la sua prima rete l'11 settembre 2013 pareggiando l'incontro di Copa del Rey vinto 2-1 contro il Ponferradina.
Nel mercato estivo del 2015, dopo 5 stagioni fra le file del club catalano, viene ceduto all'Eibar.

## Statistiche

### Presenze e reti nei club
Statistiche aggiornate al 22 maggio 2017.
| Stagione        | Squadra         | Campionato      | Campionato | Campionato | Coppe nazionali | Coppe nazionali | Coppe nazionali | Coppe continentali | Coppe continentali | Coppe continentali | Altre coppe | Altre coppe | Altre coppe | Totale | Totale |
| Stagione        | Squadra         | Comp            | Pres       | Reti       | Comp            | Pres            | Reti            | Comp               | Pres               | Reti               | Comp        | Pres        | Reti        | Pres   | Reti   |
| --------------- | --------------- | --------------- | ---------- | ---------- | --------------- | --------------- | --------------- | ------------------ | ------------------ | ------------------ | ----------- | ----------- | ----------- | ------ | ------ |
| 2011-2012       | Girona          | SD              | 8          | 0          | CR              | 0               | 0               | -                  | -                  | -                  | -           | -           | -           | 8      | 0      |
| 2012-2013       | Girona          | SD              | 10         | 0          | CR              | 1               | 0               | -                  | -                  | -                  | -           | -           | -           | 10     | 0      |
| 2013-2014       | Girona          | SD              | 25         | 0          | CR              | 2               | 1               | -                  | -                  | -                  | -           | -           | -           | 27     | 1      |
| 2014-2015       | Girona          | SD              | 20         | 2          | CR              | 0               | 0               | -                  | -                  | -                  | -           | -           | -           | 20     | 2      |
| Totale Girona   | Totale Girona   | Totale Girona   | 63         | 2          |                 | 3               | 1               |                    | -                  | -                  |             | -           | -           | 66     | 3      |
| 2015-2016       | Eibar           | PD              | 31         | 0          | CR              | 2               | 0               | -                  | -                  | -                  | -           | -           | -           | 33     | 0      |
| 2016-2017       | Eibar           | PD              | 9          | 0          | CR              | 3               | 0               | -                  | -                  | -                  | -           | -           | -           | 12     | 0      |
| Totale Eibar    | Totale Eibar    | Totale Eibar    | 40         | 0          |                 | 5               | 0               |                    | -                  | -                  |             | -           | -           | 45     | 0      |
| Totale carriera | Totale carriera | Totale carriera | 103        | 2          |                 | 8               | 1               |                    | -                  | -                  |             | -           | -           | 111    | 3      |

## Palmarès

### Club

#### Competizioni nazionali
- Coppa di Polonia: 1

Wisła Cracovia: 2023-2024